# 意大利社会主义
意大利社会主义是一场政治运动，在工业革命期间逐步发展，历时约120年，并在1848年革命时期达到高潮。进入20世纪初，社会变革日益增多。第一次世界大战的爆发加剧经济分化，导致贫富差距进一步扩大，这被视为意大利社会主义兴起的关键因素之一。
社会主义运动在塑造意大利国家认同方面发挥了重要作用。意大利社会党是该国最早的现代民主组织之一。作为20世纪意大利的主要政党，意大利社会党和意大利共产党不仅对国家发展产生深远影响，也在全国范围内为推进民主进程作出重要贡献。